# Maurice Dubois
Pour les articles homonymes, voir Maurice Dubois (homonymie).
Maurice Dubois (de son vrai nom Pierre-Maurice Dubois), est un artiste-peintre, né le 4 juin 1869 à Bordeaux et mort le 30 mai 1944 à Preignac (Gironde), spécialisé dans la peinture historique et la peinture de paysage. 

## Biographie
Fils de négociants en vins, Maurice Dubois dévoile très tôt sa vocation artistique au Collège de Saint-André-de-Cubzac. Brillant élève, "Le Peintre", comme l'appellent ses camarades, rafle tous les premiers prix de sa classe. Malgré la désapprobation paternelle, le jeune Dubois suit des études de peinture à Bordeaux, puis à Limoges où il effectue trois ans de service militaire en qualité d'engagé volontaire.   
C'est à l'âge de 22 ans qu'il décide de partir aux États-Unis, emportant une soixantaine de toiles avec lui. Fort de ses premiers succès outre-atlantique, il poursuit le voyage en puisant son inspiration artistique en Italie, en Espagne, puis en Belgique, où il côtoie les peintres d'avant-garde tels James Ensor, Jean Colin et Emile Hoeterickx. 
Domicilié dès 1895 à Bruxelles, Maurice Dubois fréquente assidûment l'Ambassade de France. Il participe à toutes les manifestations pour accroître l'amitié franco-belge. Il expose dans les Salons bruxellois et au Cercle Artistique et Littéraire, où il représente dignement l'Art français. Il fait aussi partie à 5 reprises des Jurys d'Expositions à l'Etranger. Sa notoriété est des plus enviable avant la Grande Guerre. 

Il maîtrise particulièrement la peinture d'Histoire et expose régulièrement au Salon des artistes français ainsi qu'au Salon de la Nationale,. Pendant la Guerre de 1914-1918, il est envoyé à plusieurs reprises au front comme peintre d'Histoire aux Armées, chargé de mission.

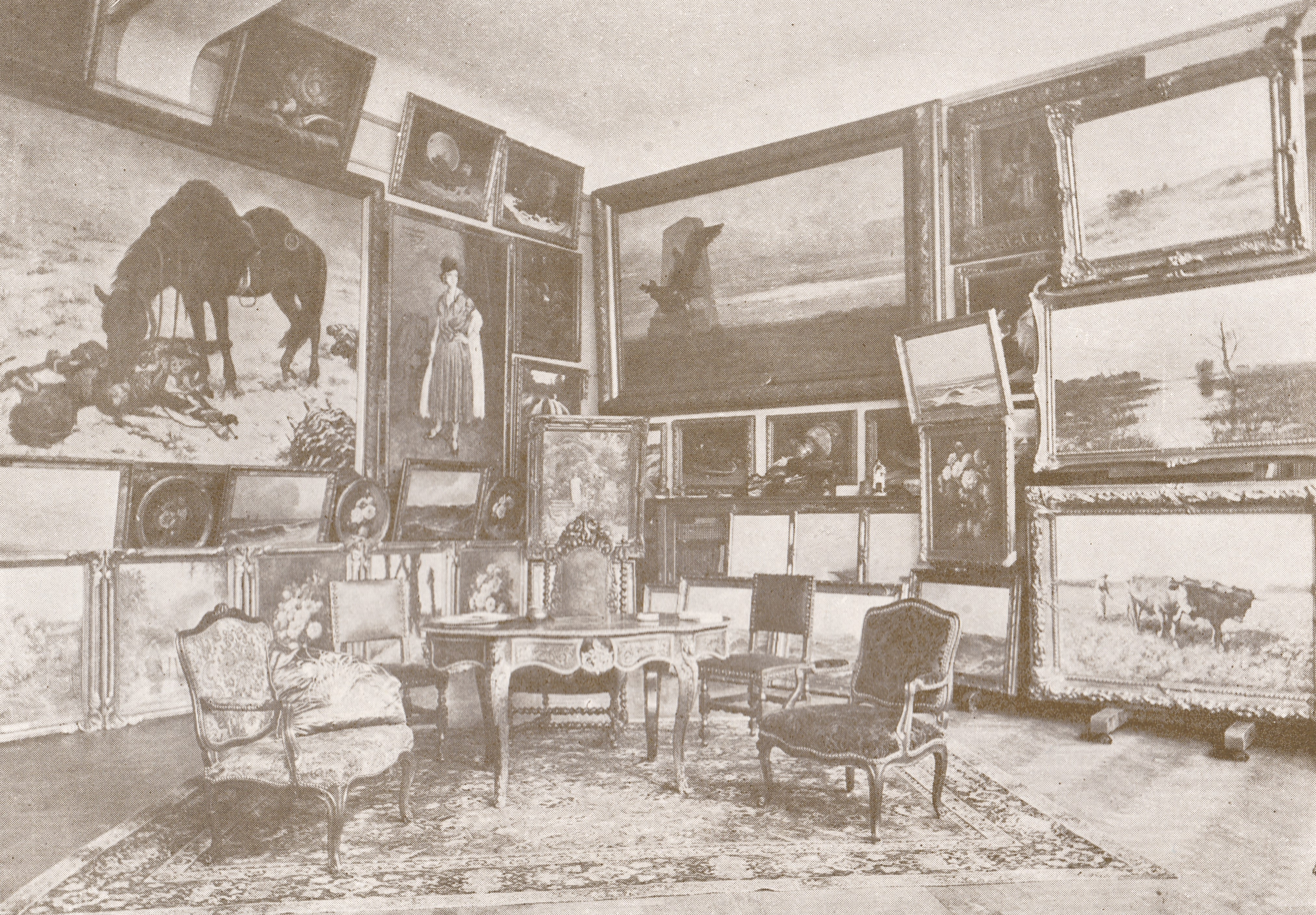
Un coin de l'atelier de Maurice Dubois au Vésinet (années 1920)

Son retour en France sera consécutif à la fin de la Première Guerre mondiale, dans une propriété du Vésinet, réaménagée sur ses plans en atelier d'artiste. Il y attire les collectionneurs d'art à l'occasion d'expositions sans cesse renouvelées, fruits d'un travail incessant,.
Bien qu'il soit principalement connu pour les paysages d'Histoire relatifs à la Première Guerre Mondiale et les Campagnes Napoléoniennes, dont il connaît les moindres détails historiques, son œuvre abondante - environ 2000 toiles diffusées dans le monde pour 55 années de carrière- témoigne de sa maîtrise artistique complète : marines, portraits, paysages, scènes de genre, nus, natures mortes...
Il est fait chevalier de la Légion d'honneur le 15 janvier 1928, quatre fois Officier d'ordres Étrangers, et deux fois commandeur.
Outre sa remarquable collection personnelle d'antiquités d'époque Empire, Maurice Dubois s'est distingué en tant qu'œnotechnicien par la publication d'un ouvrage scientifique Mon Livre de Cave publié en 1903, diffusé en France et en Belgique.

## Son œuvre

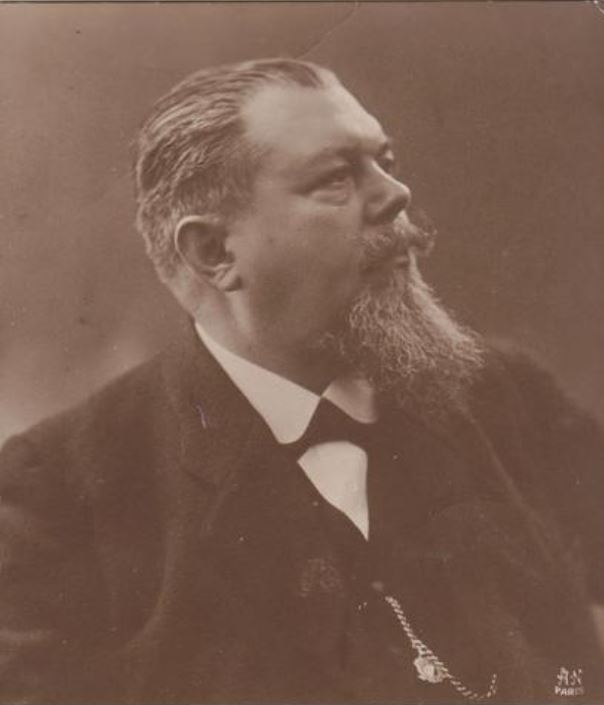
Portrait de Maurice Dubois (années 1920)

### Analyse technique
Maurice Dubois subit fortement l'emprise des peintres belges du début du siècle, tout en demeurant essentiellement français par la pensée et par la composition à laquelle il attache la plus grande importance. 

L'homme de Lettres Daniel Caldine, membre de la Société des gens de lettres et de la Société des auteurs et compositeurs dramatiques, frappé par le talent de l'artiste, s'exprime dans L'Echo des Etudiants à l'occasion d'une exposition de 1927 au sujet de ces compositions inédites dont seul Maurice Dubois a le secret :

"C'est que Maurice Dubois, pendant les années qu'il a passées en Belgique, s'est inspiré de la technique et des procédés des grands maîtres flamands et hollandais; mais il choisit des sujets contemporains, et les interprète avec sa mentalité claire et spirituelle de français. Il y a dans son art celui de Frans Hals, par la précision de l'empâtement; des deux Ruysdael, dans la composition de ses paysages; de Backhuysen, dans son intelligence de la mer; de Teniers, de Brauwer, de Van Ostade, dans la disposition et la gaieté de ses personnages. Il tient encore de divers autres maîtres, mais tout cela est si fondu, si digéré, que l'ensemble n'est pas composite, mais bien un. Et la personnalité de Maurice Dubois, d'abord, émerge."
L'Inspecteur aux Beaux-Arts Paul Brulat ajoute, lors de ce vernissage :
"Le puissant réalisme de l'école flamande et l'éclat des Impressionnistes modernes s'harmonisent dans cet art de lumière et de vérité. (...) Contrairement à tant d'autres qui se confinèrent dans une manière, refirent le même tableau, Maurice Dubois s'est renouvelé sans cesse par l'étude, la méditation et l'expérience."
Son ami, l'homme de Lettres Ernest Dupont, rédacteur en chef de l'Avenir, révèle l'influence des artistes contemporains belges sur son œuvre :
"Il fait abstraction complète de sa première manière. Il conserve son culte de la ligne, son respect du dessin, mais il devient enthousiaste de la couleur. Il comprend que le "fignolage" de la peinture léchée annihile l'inspiration, et il se met à peindre à touches larges, jetant la couleur d'un seul jet, plaquant des tonalités fougueuses et réussit à acquérir une technique audacieuse qui lui permet de réaliser une œuvre robuste traduisant pleinement sa vision. (...) Il y a du mystère sous les empâtements, au milieu des jeux subtils des valeurs et l'équilibre des volumes. (...) C'est de l'impressionnisme dans la plus esthétique acceptation du mot."

### La Première Guerre Mondiale

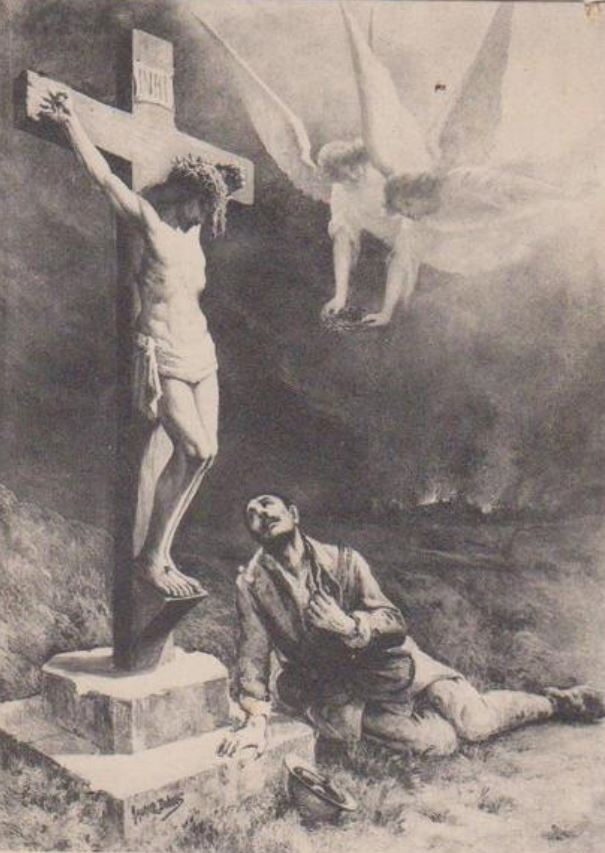
Les Deux Sacrifices (Musée de l'Armée)

Au moment de la déclaration de guerre, Maurice Dubois ferme aussitôt son atelier, rentre en France et s'empresse d'écrire au ministre Alexandre Millerand, le 14 octobre 1914, afin d’obtenir une entrevue pour s’expliquer sur le rôle « du peintre militaire aux Armées suivant les traditions depuis Louis XIV ». 
C'est sous l'impulsion du général Gustave-Léon Niox que sera mis en place un service de peintres aux armées, dans l'espoir de conserver des documents à la fois plus vivants, plus artistiques et plus complets que les vues photographiques.
Ainsi "Le Peintre" patriote parcourt-il les champs de bataille de l’Yser, de la Marne, de Verdun, etc, pendant quatre années, produisant une quarantaine d’œuvres remarquables, en objectivant sur la toile des impressions grandioses, où seront traduites de nobles idées et de prestigieux symboles.
Plusieurs centaines de toiles témoin de la Première Guerre mondiale nous sont parvenues sous forme de séries :
1. L'invasion des Barbares (1914-1918), sectionnée par batailles (entre parenthèses, le nombre de toiles inscrites dans l'inventaire de Maurice Dubois) :
  - La Marne (14)
  - L'Yser et les Flandres (49)
  - La Somme (25)
  - Artois (28)
  - Verdun (28)
  - Les Eparges (4)
  - Le Chemin des Dames (6)
  - Alsace (21)
  - Les Vosges (9)
2. Méditations philosophiques sur la Grande Guerre (53)

A la fin de la guerre, il retrouve son hôtel bruxellois occupé par les allemands, saccagé et pillé. Son ami Emile Hoeterickx s'était chargé d'abriter en lieu sûr la plupart de ses tableaux. C'est alors qu'il décide de s'installer définitivement en France avec son épouse en 1919 et acquiert une propriété au Vésinet.

### La Grande Épopée Napoléonienne

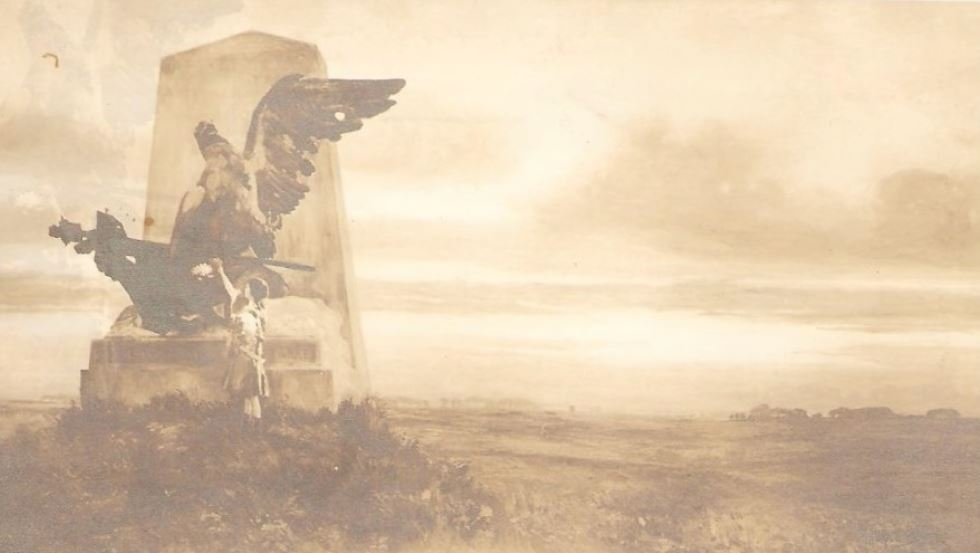
Waterloo (Collection particulière)

Maurice Dubois a consacré une part importante de son œuvre au souvenir du Premier Empire et connaît par cœur les guerres napoléoniennes, comme le souligne son ami Georges d'Esparbes sur le champ de Waterloo :
"Et j'assistais, en l'espace de trois heures de marche, à une reconstitution de la bataille de Waterloo, par l'homme qui en connaissait les moindres détails, par l'artiste qui devait un jour en développer sous nos yeux tout le pittoresque héroïque dans toute la grandeur désespérée. Une fresque devait s'édifier bientôt sur ces énergiques souvenirs"
Dès 1911, il défend la construction d'un monument commémoratif situé en bordure du champ de bataille de Waterloo, la colonne Victor Hugo, qui sera édifiée bien après sa mort.

L'homme de Lettres Daniel Caldine avait très tôt remarqué sa passion pour le Premier Empire :
"Il habitait alors à Bruxelles (...) où aussi, dans le silence, il réunissait, les uns
après les autres, les innombrables souvenirs, pièces, armes, uniformes, autographes, que sais-je qui font de sa maison un rare musée napoléonien."

### Les Années folles
Au-delà des sujets historiques et des paysages aux grands formats, Maurice Dubois s'est plu à traiter des sujets séduisants dans une production abondante, sans erreur, sans lourdeur et sans redite : 

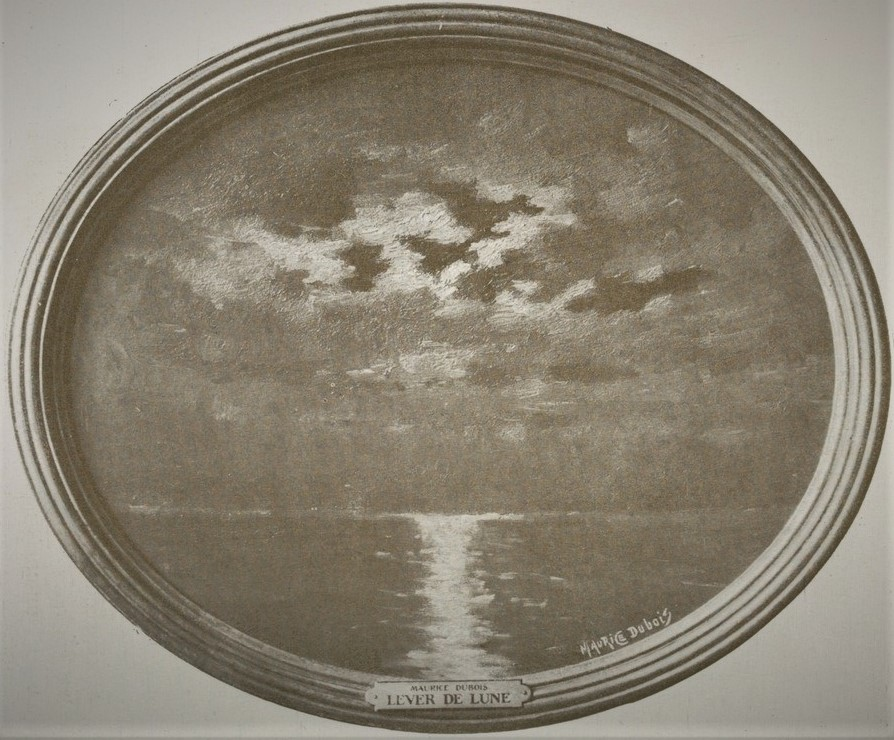
Marines, scènes de plage   - Lever de lune à Royan
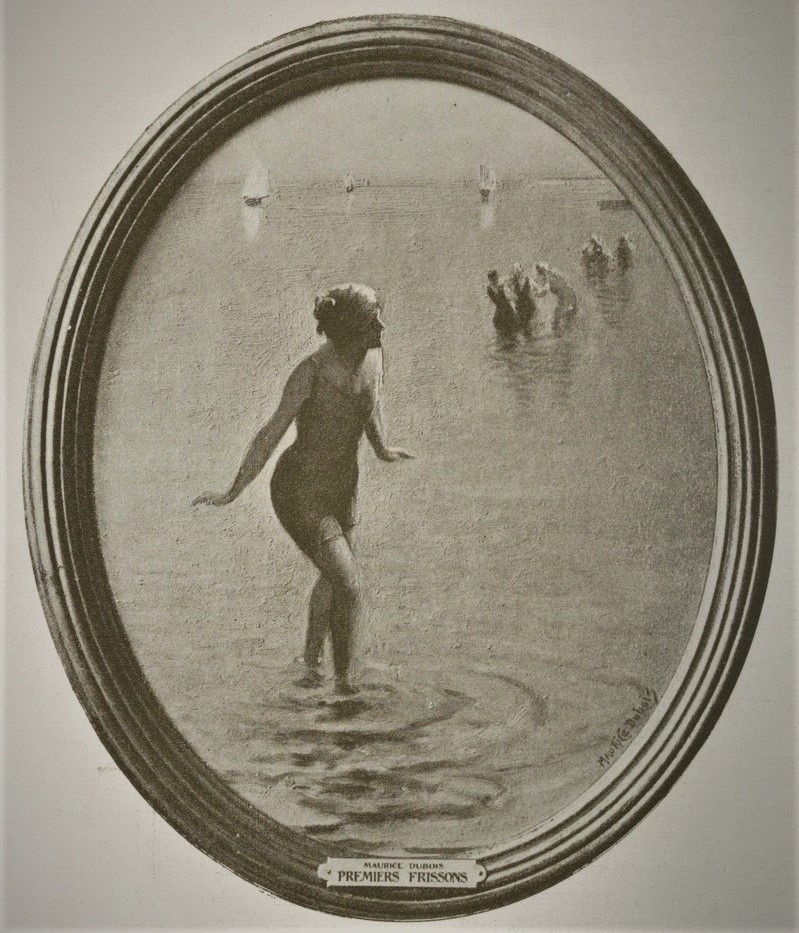
Premiers frissons
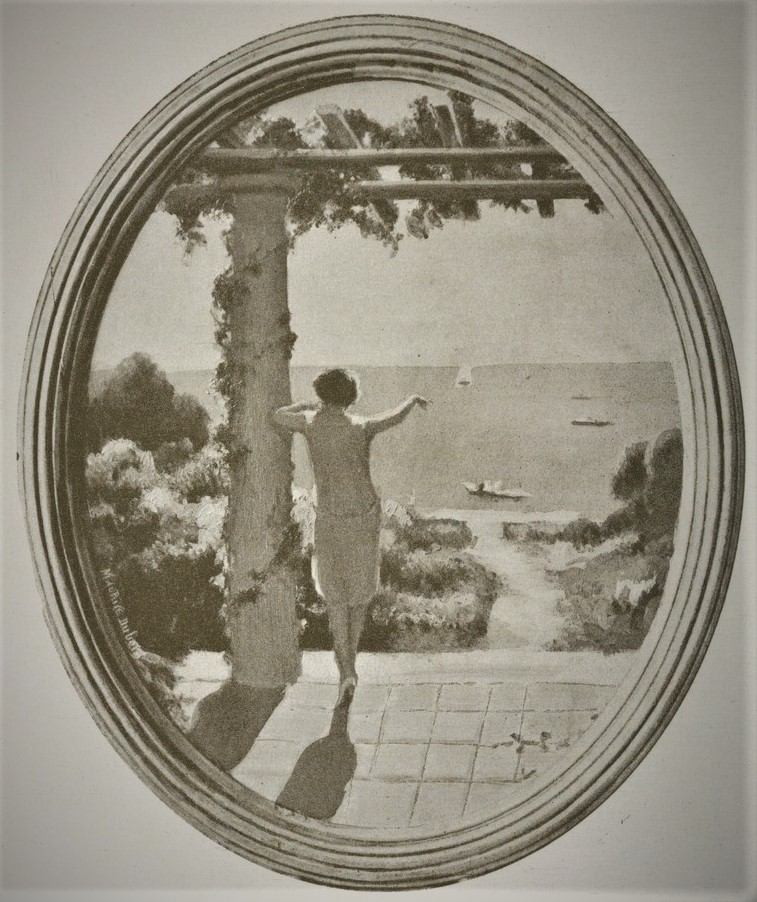
L'Appel du Large
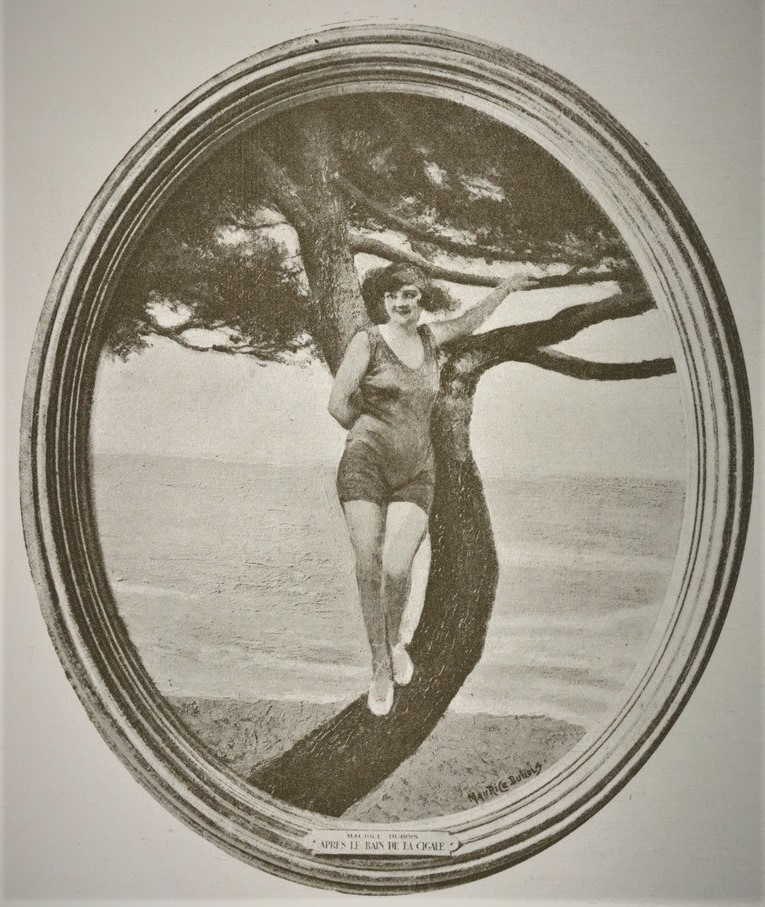
Après le bain de la Cigale
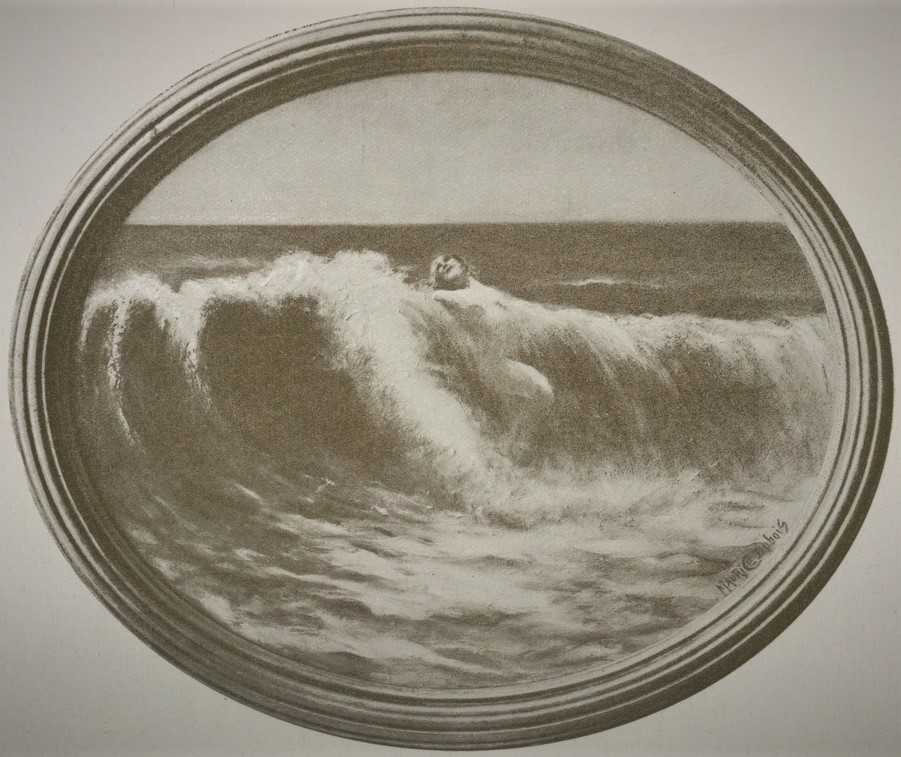
L'écrin des vagues
  - Premiers frissons
  - L'Appel du Large
  - Après le bain de la Cigale
  - L'écrin des vagues

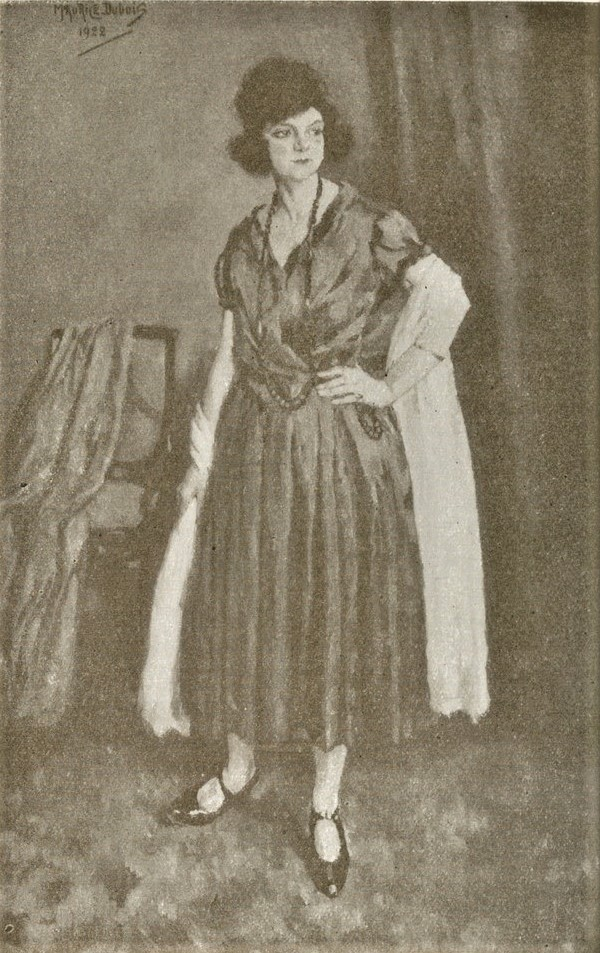
Portraits  - Au seuil de la loge
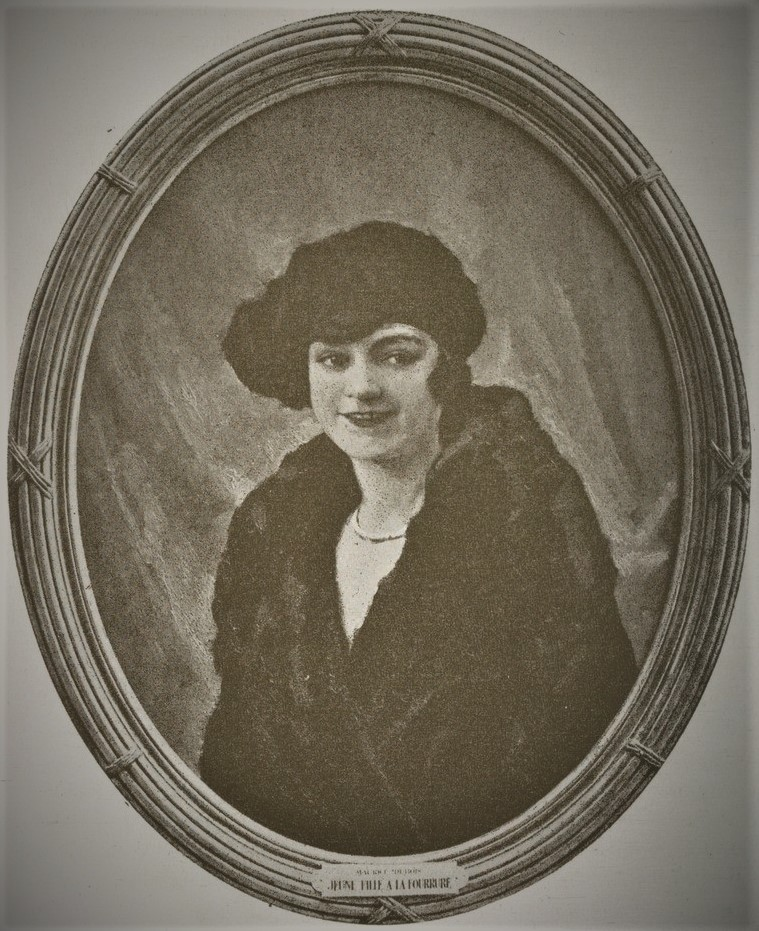
Jeune fille à la fourrure
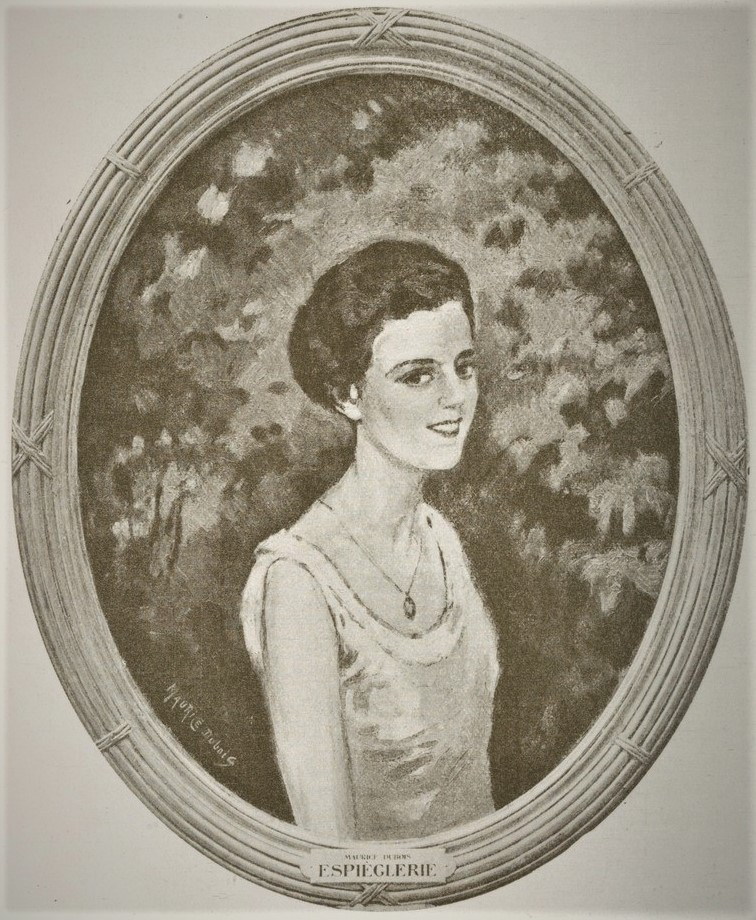
Espièglerie
  - Jeune fille à la fourrure
  - Espièglerie

- Mais aussi des compositions florales, paysages romantiques, scènes de genre...Il réussit l'exploit d'attirer les amateurs d'art à une heure de Paris dans son atelier du Vésinet. Près de 800 personnes se sont présentées à son exposition de l'été 1926, qui s'est traduite par l'exode de la plus grande partie des toiles exposées vers les galeries étrangères, New-York et Londres[12].